# Ardisia scortechinii
Ardisia scortechinii é uma espécie de planta da família Myrsinaceae. É endêmica da Malásia.